# Saint-Cirq, Dordogne
Saint-Cirq är en kommun i departementet Dordogne i regionen Nouvelle-Aquitaine i sydvästra Frankrike. Kommunen ligger i kantonen Le Bugue som tillhör arrondissementet Sarlat-la-Canéda. År 2018 hade Saint-Cirq 124 invånare.

## Befolkningsutveckling
Antalet invånare i kommunen Saint-Cirq
Referens:INSEE